# Johannes Horst (Theologe)
Johannes Karl Horst (* 24. Februar 1890 in Schmentau (Provinz Pommern); † 24. August 1956 in Marburg) war ein deutscher evangelischer Theologe und Hochschullehrer.

## Leben
Johannes Horst wurde als Sohn des Eisenbahnvorstehers Julius Horst und dessen Ehefrau Rahel Zempel geboren.
Er war verheiratet mit Lucia Hertha Johanna Wittig und hatte mit ihr die Kinder Hans-Hartwich, Paulus-Gerhart, Peter und Dorothea. Nach dem Abitur am Gymnasium in Nakel in Oberschlesien studierte er an der Friedrich-Alexander-Universität Erlangen-Nürnberg und der Friedrich-Wilhelms-Universität zu Berlin Theologie und legte im April 1914 sein erstes und im September 1916 sein zweites theologisches Staatsexamen ab. Er musste Kriegsdienst leisten und wurde nach dem Krieg ordiniert. Es folgten Tätigkeiten als Pfarrer in verschiedenen Gemeinden der Kirchenprovinz Posen.

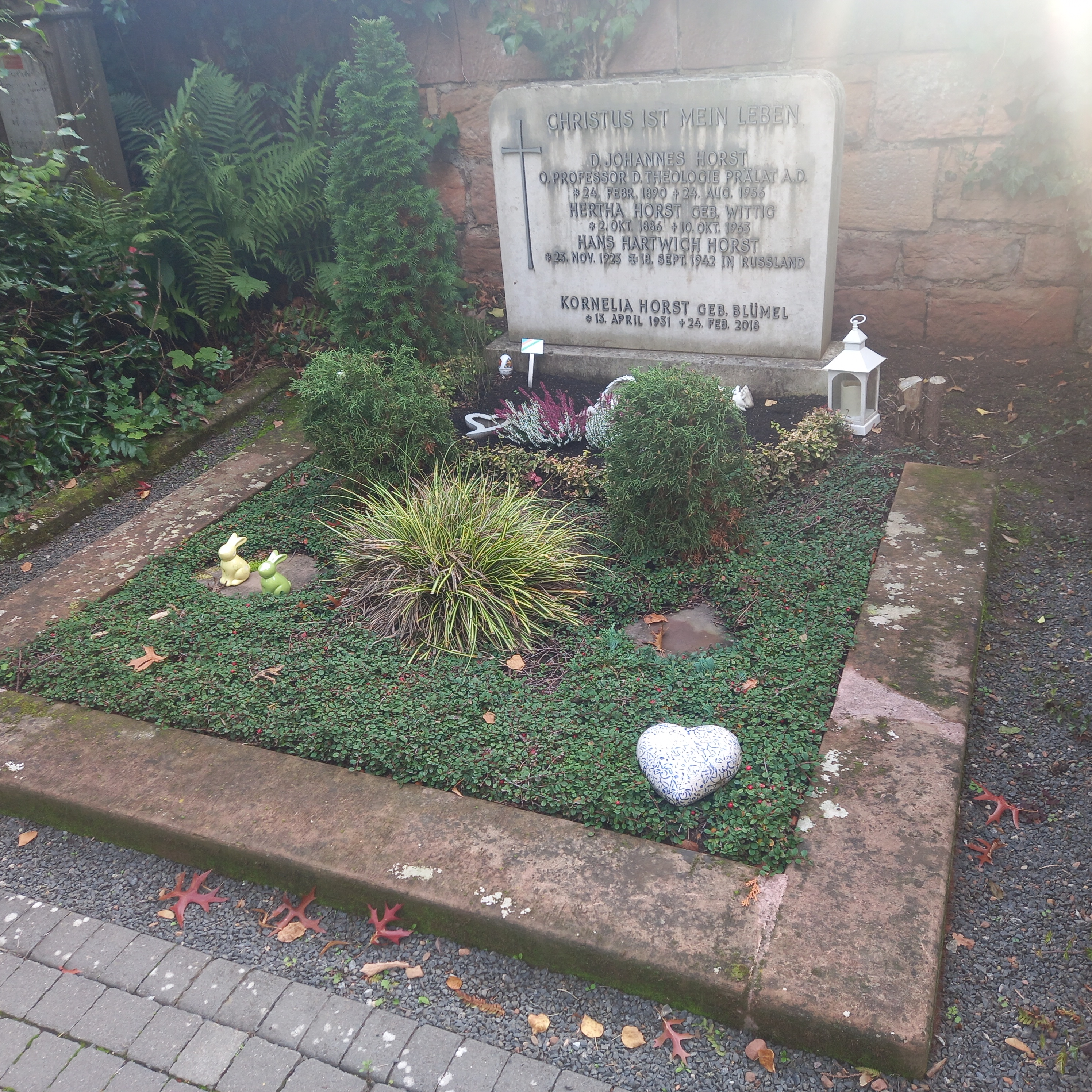
Das Grab von Johannes Horst und seiner Ehefrau Hertha geborene Willig auf dem Hauptfriedhof Marburg

Horst begann 1929 mit einem weiteren Theologiestudium an der Universität Münster, das er am 28. Februar 1931 mit der Dissertation Evangelische Kirche von Kurhessen-Waldeck und Promotion zum Dr. theol. abschloss.  Von 1930 bis 1945 war er Dozent und Leiter der Theologischen Hochschule Posen. Nach dem Krieg kam er nach Hessen und wurde Pfarrverweser in Borken und Propst in Niederhessen. Damit war er der Leiter eines Kirchenbezirks. 1947 folgte die Ernennung zum Prälaten der Kurhessischen Kirche. In dieser Funktion war er geistlicher Vertreter des Landesbischofs. 
Im September 1948 wurde er Professor der Praktischen Theologie an der Philipps-Universität Marburg. Vom 20. Januar 1952 war er dort Direktor des theologischen Seminars. 1955 war er Dekan seiner Fakultät. 1956 wurde er emeritiert.
Ab dem 1. November 1955 war er nebenamtliches Mitglied des Landeskirchenamtes.